# Aeroportul Locarno
Aeroportul Locarno (IATA: ZJI, ICAO: LSZL) este un aeroport din Cantonul Ticino, Elveția ce deservește zona Locarno. A fost deschis în 1939 și numit după zona deservită.
Situat la o altitudine de 198 m, aeroportul dispune de 3 piste.

## Infrastructură

### Piste
Aeroportul dispune de 3 piste: 
- pista 08L/26R din asfalt, cu dimensiunile 800 m × 23 m
- pista 08C/26C din Iarbă, cu dimensiunile 700 m × 30 m
- pista 08R/26L din Iarbă, cu dimensiunile 700 m × 30 m